# Динамо-УВС
«Динамо-УВС» (кирг. Динамо-УВД) — киргизський футбольний клуб, який представляв Ош.

## Хронологія назв
- ???—1995: ФК «Динамо-УВС» (Ош)
- 1996—2001: ФК «Динамо-Алай» (Ош)
- 2002—: ФК «Динамо-УВС» (Ош)

## Історія
Заснований не пізніше 1993 року. З моменту свого заснування «Динамо» виступало лише в регіональних змаганнях. В 1995 році дебютував у групі B Вищої ліги, де посів 4-те місце, але до фінальної частини розіграшу чемпіонату не потрапив. 
В 1996 році клуб об'єднався з командою «Алай» (Ош), яка з 1992 року виступала у Вищій лізі. Однак в 2002 році команда розділилася на два клуби — ФК «Динамо-УВС» (Ош) та «Алай» (Ош). До 2003 року «Динамо» виступало в Вищій лізі.

## Досягнення
- Топ-Ліга
  -  Третє місце (1): 1996

- Кубок Киргизстану
  -  Фіналіст (3): 1997, 1998, 2000